# 宋義英
宋 義英（ソン・ウィヨン、韓: 송의영、英: Song Ui-young、中: 宋义英、1993年11月8日 - ）は、大韓民国・仁川広域市出身のシンガポール代表サッカー選手。ポジションはMF。

## 来歴

### クラブ歴
2012年、汝矣島高等学校を卒業後、シンガポールに渡り韓国人の李林生が監督を務めるホーム・ユナイテッドFC（のちライオン・シティ・セーラーズFCに改名）に加入してプロ選手のキャリアをスタートさせた。以来10年以上にわたり同クラブでプレーを続ける。
李林生が監督を務めていた頃は守備的MFとして起用されていたが、アイディル・シャリン・サハクが監督になると、より攻撃的なポジションでの起用も増えていった。
2018年は負傷離脱している時期もあったものの、シンガポールプレミアリーグで10ゴールを記録し、AFCカップやシンガポール・カップと合わせて20ゴールを記録したシーズンとなった。この活躍によってプルシジャ・ジャカルタから月給2万USドルのオファーを提示されたものの、これを拒否したと報じられている。
2023年1月15日、タイ・リーグ1のノーンブワ・ピッチャヤFCに移籍した。しかし、クラブは2022-23シーズンを14位で終えてタイ・リーグ2降格となってしまう。
2023年6月3日、インドネシア・リーガ1のプルセバヤ・スラバヤに2年契約で加入。
2024年3月7日、AFCチャンピオンズリーグ2 2024/25に出場するライオン・シティ・セーラーズFCに2年契約で復帰。

### 代表歴
2021年8月20日、帰化申請がシンガポール入国管理局によって承認され、シンガポール国籍を取得した。翌21日にはシンガポールサッカー協会 (FAS) のFacebookでも発表され、FAS事務局長のヤジーン・ブハリおよびシンガポール代表監督の吉田達磨が祝福のコメントを寄せた。プロサッカー選手の帰化は2008年のチウ・リー以来のことであり、韓国人では初となる。
国籍取得から1週間後の2021年8月27日、シンガポール代表に初招集された。国際Aマッチデーとなる8月31日〜9月3日の期間に公式戦や国際親善試合は行われずゲイラントレーニングセンターで強化練習が行われる。
2021年11月12日、キルギス代表との国際親善試合で代表デビューした。2021年12月5日、2020 AFFスズキカップのミャンマー戦で公式戦初出場を果たし、12月25日の準決勝・インドネシア戦2ndレグで前半アディショナルタイムに申台龍率いるチーム相手に代表初ゴールとなる同点ゴールを決めたが、延長戦の末に敗れて決勝進出を逃した。

## 私生活
- 元ロアッソ熊本の宋仁榮（ソン・イニョン）とは別人である。両者は2014年にホーム・ユナイテッドFCで同僚だったことがある。
- 2024年5月、自身のInstagramアカウントで長年交際していた女性との結婚を発表した[16][17]。

## 所属クラブ
ユース経歴
- 正往中学校（朝鮮語版）
- 汝矣島高等学校（朝鮮語版）

プロ経歴
- 2012年 - 2023年  ホーム・ユナイテッドFC/ライオン・シティ・セーラーズFC
- 2023年  ノーンブワ・ピッチャヤFC
- 2023年 - 2024年  プルセバヤ・スラバヤ
- 2024年 -  ライオン・シティ・セーラーズFC